# Riistaveden lintujärvet
Riistaveden lintujärvet este o arie protejată (arie de protecție specială avifaunistică — SPA) din Finlanda întinsă pe o suprafață de 90 ha, integral pe uscat.

## Localizare
Centrul sitului Riistaveden lintujärvet este situat la coordonatele 62°53′16″N 28°14′09″E / 62.8878°N 28.2358°E.

## Înființare
Situl Riistaveden lintujärvet a fost declarat arie de protecție specială avifaunistică în august 1998 pentru a proteja 36 de specii de animale.

## Biodiversitate
Situată în ecoregiunea boreală, aria protejată nu include niciun habitat protejat.
La baza desemnării sitului se află mai multe specii protejate de  păsări (36): lăcar mare (Acrocephalus arundinaceus), rață sulițar (Anas acuta), gâscă de semănătură (Anser fabalis), stârc cenușiu (Ardea cinerea), rață-cu-cap-castaniu (Aythya ferina), rața moțată (Aythya fuligula), Aythya marila, buhai de baltă (Botaurus stellaris), bătăuș (Calidris pugnax), fugaci pitic (Calidris temminckii), mierla de apă (Cinclus cinclus), erete de stuf (Circus aeruginosus), gușă vânătă (Cyanecula svecica), lebădă de iarnă (Cygnus cygnus), șoimul rândunelelor (Falco subbuteo), vânturel roșu (Falco tinnunculus), cocor (Grus grus), codalb (Haliaeetus albicilla), Hydrocoloeus minutus, pescăriță mare (Hydroprogne caspia), pescăruș râzător (Larus ridibundus), sitar de mal nordic (Limosa lapponica), becațină mică (Lymnocryptes minimus), Mergellus albellus, vultur pescar (Pandion haliaetus), notatița cu ciocul subțire (Phalaropus lobatus), ploier auriu (Pluvialis apricaria), corcodel-urechiat (Podiceps auritus), corcodel-cu-gât-roșu (Podiceps grisegena), cresteț pestriț (Porzana porzana), Spatula clypeata, rață cârâitoare (Spatula querquedula), chiră de baltă (Sterna hirundo), fluierar negru (Tringa erythropus), fluierar de mlaștină (Tringa glareola), fluierarul cu picioare roșii (Tringa totanus).
Pe lângă speciile protejate, pe teritoriul sitului au mai fost identificate 1 specie de plante, 12 specii de păsări.